# No (kana)

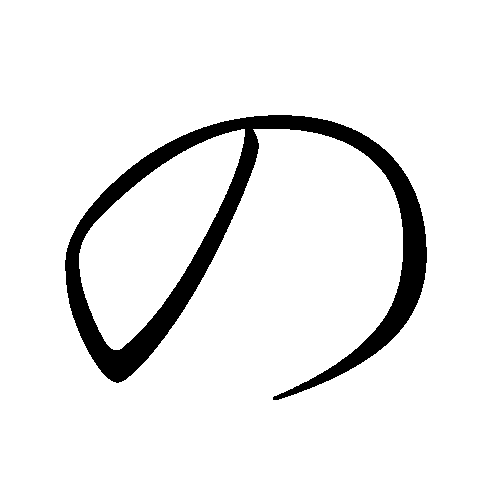
No w hiraganie

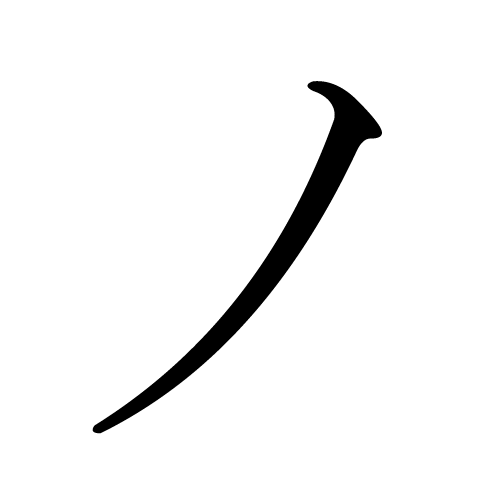
No w katakanie

No – dwudziesty piąty znak japońskich sylabariuszy hiragana (の) i katakana (ノ). Reprezentuje on sylabę no. Pochodzi bezpośrednio od znaku 乃 (obydwie wersje). 
Wersja z hiragany spełnia w gramatyce japońskiej wiele funkcji.